# Natación en los Juegos Olímpicos de Londres 2012 – 50 metros estilo libre femenino
El evento de 50 metros estilo libre femenino de natación olímpica en los Juegos Olímpicos de Londres 2012 tuvo lugar entre el 3 y 4 de agosto en el  Centro Acuático de Londres.

## Récords
Antes de esta competición, los récords mundial y olímpico eran:
| Récord del Mundo | Britta Steffen (GER) | 23.73 | Roma, Italia | 2 de agosto de 2009  |
| Récord Olímpico  | Britta Steffen (GER) | 24.06 | Pekín, China | 17 de agosto de 2008 |

Durante la competición se batió el récord Olímpico:
| Día         | Evento | Atleta                    | Tiempo | Notas |
| ----------- | ------ | ------------------------- | ------ | ----- |
| 4 de agosto | Final  | Ranomi Kromowidjojo (NED) | 24.05  | RO    |

## Resultados

### Series

#### Serie 1
| Rank | Línea | Nombre                   | Nacionalidad | Tiempo | Notas |
| ---- | ----- | ------------------------ | ------------ | ------ | ----- |
| 1    | 4     | Nafissatou Moussa Adamou | Níger (NIG)  | 37.29  |       |
| 2    | 5     | Adzo Kpossi              | Togo (TOG)   | 37.55  |       |
| 3    | 3     | Masempe Theko            | Lesoto (LES) | 42.35  |       |

#### Serie 2
| Rank | Línea | Nombre                   | Nacionalidad              | Tiempo | Notas |
| ---- | ----- | ------------------------ | ------------------------- | ------ | ----- |
| 1    | 4     | Angelika Ouedraogo       | Burkina Faso (BUR)        | 32.19  |       |
| 2    | 3     | Assita Toure             | Costa de Marfil (CIV)     | 33.09  |       |
| 3    | 6     | Elsie Uwamahoro          | Burundi (BDI)             | 33.14  |       |
| =    | 2     | Aminata Aboubakar Yacoub | República del Congo (CGO) | 33.14  |       |
| 5    | 5     | Sara Alflaij             | Baréin (BRN)              | 33.81  |       |
| 6    | 7     | Mhasin Fadlalla          | Sudán (SUD)               | 35.07  |       |

#### Serie 3
| Rank | Línea | Nombre                  | Nacionalidad            | Tiempo | Notas |
| ---- | ----- | ----------------------- | ----------------------- | ------ | ----- |
| 1    | 3     | Karin O'Reilly Clashing | Antigua y Barbuda (ANT) | 30.01  |       |
| 2    | 6     | Vitiny Hemthon          | Camboya (CAM)           | 30.44  |       |
| 3    | 5     | Alphonsine Agahozo      | Ruanda (RWA)            | 30.72  |       |
| 4    | 2     | Nada Arkaji             | Catar (QAT)             | 30.89  |       |
| 5    | 7     | Fatoumata Samassekou    | Malí (MLI)              | 31.88  |       |
| 6    | 4     | Angelika Ouedraogo      | Burkina Faso (BUR)      | 32.19  |       |
| 7    | 8     | Aminath Shajan          | Maldivas (MDV)          | 32.23  |       |
| 8    | 1     | Yanet Seyoum            | Etiopía (ETH)           | 32.41  |       |

#### Serie 4
| Rank | Línea | Nombre            | Nacionalidad             | Tiempo | Notas |
| ---- | ----- | ----------------- | ------------------------ | ------ | ----- |
| 1    | 2     | Joyce Tafathata   | Malaui (MAW)             | 27.74  |       |
| 2    | 5     | Judith Meauri     | Papúa Nueva Guinea (PNG) | 27.84  |       |
| 3    | 4     | Ann-Marie Hepler  | Islas Marshall (MHL)     | 28.06  |       |
| 4    | 3     | Keesha Keane      | Palaos (PLW)             | 28.25  |       |
| 5    | 6     | Sabine Hazboun    | Palestina (PLE)          | 28.28  |       |
| 6    | 8     | Antoinette Guedia | Camerún (CMR)            | 29.28  |       |
| 7    | 7     | Celeste Brown     | Islas Cook (COK)         | 29.36  |       |
| 8    | 1     | Mariana Henriques | Angola (ANG)             | 31.36  |       |

#### Serie 5
| Rank | Línea | Nombre                  | Nacionalidad     | Tiempo | Notas |
| ---- | ----- | ----------------------- | ---------------- | ------ | ----- |
| 1    | 4     | Ruta Meilutyte          | Lituania (LTU)   | 25.55  | RN    |
| 2    | 3     | Gabriela Nikitina       | Letonia (LAT)    | 26.26  |       |
| 3    | 5     | Chinyere Pigot          | Surinam (SUR)    | 26.30  |       |
| 4    | 6     | Nicola Muscat           | Malta (MLT)      | 27.22  |       |
| 5    | 2     | Jessica Teixeira Vieira | Mozambique (MOZ) | 27.39  |       |
| 6    | 7     | Talita Baqlah           | Jordania (JOR)   | 27.45  |       |
| 7    | 1     | Faye Sultan             | Kuwait (KUW)     | 27.92  | RN    |
| 8    | 8     | Jamila Lunkuse          | Uganda (UGA)     | 28.44  |       |

#### Serie 6
| Rank | Línea | Nombre                | Nacionalidad                  | Tiempo | Notas |
| ---- | ----- | --------------------- | ----------------------------- | ------ | ----- |
| 1    | 3     | Zhu Qianwei           | República Popular China (CHN) | 25.54  |       |
| 2    | 5     | Hanna-Maria Seppala   | Finlandia (FIN)               | 25.55  |       |
| 3    | 6     | Erika Ferraioli       | Italia (ITA)                  | 25.69  |       |
| 4    | 8     | Alia Atkinson         | Jamaica (JAM)                 | 25.98  |       |
| 5    | 2     | Miroslava Syllabová   | Eslovaquia (SVK)              | 26.07  |       |
| 6    | 1     | Farida Osman          | Egipto (EGY)                  | 26.34  |       |
| 7    | 7     | Miroslava Najdanovski | Serbia (SRB)                  | 26.46  |       |
| —    | 4     | Eszter Dara           | Hungría (HUN)                 | —      | DNS   |

#### Serie 7
| Rank | Línea | Nombre              | Nacionalidad        | Tiempo | Notas |
| ---- | ----- | ------------------- | ------------------- | ------ | ----- |
| 1    | 6     | Sarah Blake Bateman | Islandia (ISL)      | 25.28  | QSO   |
| 2    | 2     | Hayley Palmer       | Nueva Zelanda (NZL) | 25.47  |       |
| 3    | 4     | Arlene Semeco       | Venezuela (VEN)     | 25.56  |       |
| 4    | 7     | Vanessa Garcia      | Puerto Rico (PUR)   | 25.58  |       |
| 5    | 3     | Anna Dowgiert       | Polonia (POL)       | 25.59  |       |
| 6    | 8     | Jolien Sysmans      | Bélgica (BEL)       | 25.60  |       |
| 7    | 5     | Burcu Dolunay       | Turquía (TUR)       | 25.72  |       |
| 8    | 1     | Trudi Maree         | Sudáfrica (RSA)     | 25.78  |       |

#### Serie 8
| Rank | Línea | Nombre            | Nacionalidad         | Tiempo | Notas |
| ---- | ----- | ----------------- | -------------------- | ------ | ----- |
| 1    | 4     | Therese Alshammar | Suecia (SWE)         | 24.77  | Q     |
| 2    | 3     | Bronte Campbell   | Australia (AUS)      | 24.87  | Q     |
| 3    | 5     | Cate Campbell     | Australia (AUS)      | 24.94  | Q     |
| 4    | 7     | Theodora Drakou   | Grecia (GRE)         | 25.13  | Q     |
| 5    | 6     | Kara Lynn Joyce   | Estados Unidos (USA) | 25.28  | QSO   |
| 6    | 2     | Nery Niangkouara  | Grecia (GRE)         | 25.40  |       |
| 7    | 1     | Graciele Herrmann | Brasil (BRA)         | 25.44  |       |
| 8    | 8     | Yayoi Matsumoto   | Japón (JPN)          | 25.73  |       |

#### Serie 9
| Rank | Línea | Nombre                  | Nacionalidad      | Tiempo | Notas |
| ---- | ----- | ----------------------- | ----------------- | ------ | ----- |
| 1    | 4     | Francesca Halsall       | Reino Unido (GBR) | 24.61  | Q     |
| 2    | 5     | Britta Steffen          | Alemania (GER)    | 24.70  | Q     |
| 3    | 3     | Aliaksandra Herasimenia | Bielorrusia (BLR) | 24.76  | Q     |
| 4    | 6     | Sarah Sjöström          | Suecia (SWE)      | 24.94  | Q     |
| 5    | 7     | Victoria Poon           | Canadá (CAN)      | 25.15  | Q     |
| 6    | 8     | Anna Santamans          | Francia (FRA)     | 25.23  | Q     |
| 7    | 2     | Amy Smith               | Reino Unido (GBR) | 25.28  | QSO   |
| 8    | 1     | Pernille Blume          | Dinamarca (DEN)   | 25.54  |       |

#### Serie 10
| Rank | Línea | Nombre                     | Nacionalidad         | Tiempo | Notas |
| ---- | ----- | -------------------------- | -------------------- | ------ | ----- |
| 1    | 4     | Ranomi Kromowidjojo        | Países Bajos (NED)   | 24.51  | Q     |
| 2    | 5     | Marleen Veldhuis           | Países Bajos (NED)   | 24.57  | Q     |
| 3    | 2     | Arianna Vanderpool-Wallace | Bahamas (BAH)        | 24.85  | Q     |
| =    | 6     | Jeanette Ottesen           | Dinamarca (DEN)      | 24.85  | Q     |
| 5    | 3     | Jessica Hardy              | Estados Unidos (USA) | 24.99  | Q     |
| 6    | 7     | Triin Aljand               | Estonia (EST)        | 25.33  |       |
| 7    | 1     | Sviatlana Khakhlova        | Bielorrusia (BLR)    | 25.36  |       |
| 8    | 8     | Darya Stepanyuk            | Ucrania (UKR)        | 25.70  |       |

#### Sumario
| Rank | Serie | Línea | Nombre                     | Nacionalidad                  | Tiempo | Notas |
| ---- | ----- | ----- | -------------------------- | ----------------------------- | ------ | ----- |
| 1    | 10    | 4     | Ranomi Kromowidjojo        | Países Bajos (NED)            | 24.51  | Q     |
| 2    | 10    | 5     | Marleen Veldhuis           | Países Bajos (NED)            | 24.57  | Q     |
| 3    | 9     | 4     | Francesca Halsall          | Reino Unido (GBR)             | 24.61  | Q     |
| 4    | 9     | 5     | Britta Steffen             | Alemania (GER)                | 24.70  | Q     |
| 5    | 9     | 3     | Aliaksandra Herasimenia    | Bielorrusia (BLR)             | 24.76  | Q     |
| 6    | 8     | 4     | Therese Alshammar          | Suecia (SWE)                  | 24.77  | Q     |
| 7    | 10    | 2     | Arianna Vanderpool-Wallace | Bahamas (BAH)                 | 24.85  | Q     |
| =    | 10    | 6     | Jeanette Ottesen           | Dinamarca (DEN)               | 24.85  | Q     |
| 9    | 8     | 3     | Bronte Campbell            | Australia (AUS)               | 24.87  | Q     |
| 10   | 8     | 5     | Cate Campbell              | Australia (AUS)               | 24.94  | Q     |
| =    | 9     | 6     | Sarah Sjöström             | Suecia (SWE)                  | 24.94  | Q     |
| 12   | 10    | 3     | Jessica Hardy              | Estados Unidos (USA)          | 24.99  | Q     |
| 13   | 8     | 7     | Theodora Drakou            | Grecia (GRE)                  | 25.13  | Q     |
| 14   | 9     | 7     | Victoria Poon              | Canadá (CAN)                  | 25.15  | Q     |
| 15   | 9     | 8     | Anna Santamans             | Francia (FRA)                 | 25.23  | Q     |
| 16   | 7     | 6     | Sarah Blake Bateman        | Islandia (ISL)                | 25.28  | QSO   |
| =    | 8     | 6     | Kara Lynn Joyce            | Estados Unidos (USA)          | 25.28  | QSO   |
| =    | 9     | 2     | Amy Smith                  | Reino Unido (GBR)             | 25.28  | QSO   |
| 19   | 10    | 7     | Triin Aljand               | Estonia (EST)                 | 25.33  |       |
| 20   | 10    | 1     | Sviatlana Khakhlova        | Bielorrusia (BLR)             | 25.36  |       |
| 21   | 8     | 2     | Nery Niangkouara           | Grecia (GRE)                  | 25.40  |       |
| 22   | 8     | 1     | Graciele Herrmann          | Brasil (BRA)                  | 25.44  |       |
| 23   | 7     | 2     | Hayley Palmer              | Nueva Zelanda (NZL)           | 25.47  |       |
| 24   | 6     | 3     | Zhu Qianwei                | República Popular China (CHN) | 25.54  |       |
| =    | 9     | 1     | Pernille Blume             | Dinamarca (DEN)               | 25.54  |       |
| 26   | 5     | 4     | Ruta Meilutyte             | Lituania (LTU)                | 25.55  | RN    |
| =    | 6     | 5     | Hanna-Maria Seppala        | Finlandia (FIN)               | 25.55  |       |
| 28   | 7     | 4     | Arlene Semeco              | Venezuela (VEN)               | 25.56  |       |
| 29   | 7     | 7     | Vanessa Garcia             | Puerto Rico (PUR)             | 25.58  |       |
| 30   | 7     | 3     | Anna Dowgiert              | Polonia (POL)                 | 25.59  |       |
| 31   | 7     | 8     | Jolien Sysmans             | Bélgica (BEL)                 | 25.60  |       |
| 32   | 6     | 6     | Erika Ferraioli            | Italia (ITA)                  | 25.69  |       |
| 33   | 10    | 8     | Darya Stepanyuk            | Ucrania (UKR)                 | 25.70  |       |
| 34   | 7     | 5     | Burcu Dolunay              | Turquía (TUR)                 | 25.72  |       |
| 35   | 8     | 8     | Yayoi Matsumoto            | Japón (JPN)                   | 25.73  |       |
| 36   | 7     | 1     | Trudi Maree                | Sudáfrica (RSA)               | 25.78  |       |
| 37   | 6     | 8     | Alia Atkinson              | Jamaica (JAM)                 | 25.98  |       |
| 38   | 6     | 2     | Miroslava Syllabová        | Eslovaquia (SVK)              | 26.07  |       |
| 39   | 5     | 3     | Gabriela Nikitina          | Letonia (LAT)                 | 26.26  |       |
| 40   | 5     | 5     | Chinyere Pigot             | Surinam (SUR)                 | 26.30  |       |
| 41   | 6     | 1     | Farida Osman               | Egipto (EGY)                  | 26.34  |       |
| 42   | 6     | 7     | Miroslava Najdanovski      | Serbia (SRB)                  | 26.46  |       |
| 43   | 5     | 6     | Nicola Muscat              | Malta (MLT)                   | 27.22  |       |
| 44   | 5     | 2     | Jessica Teixeira Vieira    | Mozambique (MOZ)              | 27.39  |       |
| 45   | 5     | 7     | Talita Baqlah              | Jordania (JOR)                | 27.45  |       |
| 46   | 4     | 2     | Joyce Tafathata            | Malaui (MAW)                  | 27.74  |       |
| 47   | 4     | 5     | Judith Meauri              | Papúa Nueva Guinea (PNG)      | 27.84  |       |
| 48   | 5     | 1     | Faye Sultan                | Kuwait (KUW)                  | 27.92  | RN    |
| 49   | 4     | 4     | Ann-Marie Hepler           | Islas Marshall (MHL)          | 28.06  |       |
| 50   | 4     | 3     | Keesha Keane               | Palaos (PLW)                  | 28.25  |       |
| 51   | 4     | 6     | Sabine Hazboun             | Palestina (PLE)               | 28.28  |       |
| 52   | 5     | 8     | Jamila Lunkuse             | Uganda (UGA)                  | 28.44  |       |
| 53   | 4     | 8     | Antoinette Guedia          | Camerún (CMR)                 | 29.28  |       |
| 54   | 4     | 7     | Celeste Brown              | Islas Cook (COK)              | 29.36  |       |
| 55   | 3     | 3     | Karin O'Reilly Clashing    | Antigua y Barbuda (ANT)       | 30.01  |       |
| 56   | 3     | 6     | Vitiny Hemthon             | Camboya (CAM)                 | 30.44  |       |
| 57   | 3     | 5     | Alphonsine Agahozo         | Ruanda (RWA)                  | 30.72  |       |
| 58   | 3     | 2     | Nada Arkaji                | Catar (QAT)                   | 30.89  |       |
| 59   | 3     | 4     | Katerina Izmaylova         | Tayikistán (TJK)              | 31.27  |       |
| 60   | 4     | 1     | Mariana Henriques          | Angola (ANG)                  | 31.36  |       |
| 61   | 3     | 7     | Fatoumata Samassekou       | Malí (MLI)                    | 31.88  |       |
| 62   | 2     | 4     | Angelika Ouedraogo         | Burkina Faso (BUR)            | 32.19  |       |
| 63   | 3     | 8     | Aminath Shajan             | Maldivas (MDV)                | 32.23  |       |
| 64   | 3     | 1     | Yanet Seyoum               | Etiopía (ETH)                 | 32.41  |       |
| 65   | 2     | 3     | Assita Toure               | Costa de Marfil (CIV)         | 33.09  |       |
| 66   | 2     | 6     | Elsie Uwamahoro            | Burundi (BDI)                 | 33.14  |       |
| =    | 2     | 2     | Aminata Aboubakar Yacoub   | República del Congo (CGO)     | 33.14  |       |
| 68   | 2     | 5     | Sara Alflaij               | Baréin (BRN)                  | 33.81  |       |
| 69   | 2     | 7     | Mhasin Fadlalla            | Sudán (SUD)                   | 35.07  |       |
| 70   | 1     | 4     | Nafissatou Moussa Adamou   | Níger (NIG)                   | 37.29  |       |
| 71   | 1     | 5     | Adzo Kpossi                | Togo (TOG)                    | 37.55  |       |
| 72   | 1     | 3     | Masempe Theko              | Lesoto (LES)                  | 42.35  |       |
| —    | 6     | 4     | Eszter Dara                | Hungría (HUN)                 | —      | DNS   |

#### Prueba de desempate
| Rank | Línea | Nombre              | Nacionalidad         | Tiempo | Notas |
| ---- | ----- | ------------------- | -------------------- | ------ | ----- |
| 1    | 3     | Amy Smith           | Reino Unido (GBR)    | 24.82  | Q     |
| 2    | 5     | Kara Lynn Joyce     | Estados Unidos (USA) | 25.16  |       |
| 3    | 4     | Sarah Blake Bateman | Islandia (ISL)       | 26.03  |       |

### Semifinal

#### Semifinal 1
| Rank | Línea | Nombre                     | Nacionalidad         | Tiempo | Notas |
| ---- | ----- | -------------------------- | -------------------- | ------ | ----- |
| 1    | 4     | Marleen Veldhuis           | Países Bajos (NED)   | 24.50  | Q     |
| 2    | 5     | Britta Steffen             | Alemania (GER)       | 24.57  | Q     |
| 3    | 6     | Arianna Vanderpool-Wallace | Bahamas (BAH)        | 24.64  | Q, RN |
| 4    | 7     | Jessica Hardy              | Estados Unidos (USA) | 24.68  | Q     |
| 5    | 3     | Therese Alshammar          | Suecia (SWE)         | 24.71  | Q     |
| 6    | 8     | Amy Smith                  | Reino Unido (GBR)    | 24.87  |       |
| 7    | 2     | Cate Campbell              | Australia (AUS)      | 25.01  |       |
| 8    | 1     | Victoria Poon              | Canadá (CAN)         | 25.17  |       |

#### Semifinal 2
| Rank | Línea | Nombre                  | Nacionalidad       | Tiempo | Notas |
| ---- | ----- | ----------------------- | ------------------ | ------ | ----- |
| 1    | 4     | Ranomi Kromowidjojo     | Países Bajos (NED) | 24.07  | Q     |
| 2    | 3     | Aliaksandra Herasimenia | Bielorrusia (BLR)  | 24.45  | Q, RN |
| 3    | 5     | Francesca Halsall       | Reino Unido (GBR)  | 24.63  | Q     |
| 4    | 2     | Bronte Campbell         | Australia (AUS)    | 24.94  |       |
| =    | 8     | Anna Santamans          | Francia (FRA)      | 24.94  |       |
| 6    | 6     | Jeanette Ottesen        | Dinamarca (DEN)    | 24.99  |       |
| 7    | 7     | Sarah Sjöström          | Suecia (SWE)       | 25.08  |       |
| 8    | 1     | Theodora Drakou         | Grecia (GRE)       | 25.28  |       |

#### Sumario
| Rank | Serie | Línea | Nombre                     | Nacionalidad         | Tiempo | Notas |
| ---- | ----- | ----- | -------------------------- | -------------------- | ------ | ----- |
| 1    | 2     | 4     | Ranomi Kromowidjojo        | Países Bajos (NED)   | 24.07  | Q     |
| 2    | 2     | 3     | Aliaksandra Herasimenia    | Bielorrusia (BLR)    | 24.45  | Q, RN |
| 3    | 1     | 4     | Marleen Veldhuis           | Países Bajos (NED)   | 24.50  | Q     |
| 4    | 1     | 5     | Britta Steffen             | Alemania (GER)       | 24.57  | Q     |
| 5    | 2     | 5     | Francesca Halsall          | Reino Unido (GBR)    | 24.63  | Q     |
| 6    | 1     | 6     | Arianna Vanderpool-Wallace | Bahamas (BAH)        | 24.64  | Q, RN |
| 7    | 1     | 7     | Jessica Hardy              | Estados Unidos (USA) | 24.68  | Q     |
| 8    | 1     | 3     | Therese Alshammar          | Suecia (SWE)         | 24.71  | Q     |
| 9    | 1     | 8     | Amy Smith                  | Reino Unido (GBR)    | 24.87  |       |
| 10   | 2     | 2     | Bronte Campbell            | Australia (AUS)      | 24.94  |       |
| =    | 2     | 8     | Anna Santamans             | Francia (FRA)        | 24.94  |       |
| 12   | 2     | 6     | Jeanette Ottesen           | Dinamarca (DEN)      | 24.99  |       |
| 13   | 1     | 2     | Cate Campbell              | Australia (AUS)      | 25.01  |       |
| 14   | 2     | 7     | Sarah Sjöström             | Suecia (SWE)         | 25.08  |       |
| 15   | 1     | 1     | Victoria Poon              | Canadá (CAN)         | 25.17  |       |
| 8    | 2     | 1     | Theodora Drakou            | Grecia (GRE)         | 25.28  |       |

### Final
| Rank              | Línea | Nombre                     | Nacionalidad         | Tiempo | Notas |
| ----------------- | ----- | -------------------------- | -------------------- | ------ | ----- |
| Medalla de oro    | 4     | Ranomi Kromowidjojo        | Países Bajos (NED)   | 24.05  | OR    |
| Medalla de plata  | 5     | Aliaksandra Herasimenia    | Bielorrusia (BLR)    | 24.28  | RN    |
| Medalla de bronce | 3     | Marleen Veldhuis           | Países Bajos (NED)   | 24.39  |       |
| 4                 | 6     | Britta Steffen             | Alemania (GER)       | 24.46  |       |
| 5                 | 2     | Francesca Halsall          | Reino Unido (GBR)    | 24.47  |       |
| 6                 | 8     | Therese Alshammar          | Suecia (SWE)         | 24.61  |       |
| 7                 | 1     | Jessica Hardy              | Estados Unidos (USA) | 24.62  |       |
| =                 | 7     | Arianna Vanderpool-Wallace | Bahamas (BAH)        | 24.62  |       |